# Dobrzyca (stacja kolejowa)
Dobrzyca – stacja kolejowa zlikwidowanej 12 stycznia 1986 roku linii Krotoszyńskiej Kolei Dojazdowej relacji Krotoszyn Wąskotorowy - Dobrzyca - Pleszew Wąskotorowy - Pleszew Miasto - Broniszewice znajdująca się na skraju miasta przy ulicy Pleszewskiej. W okresie swojej świetności w godzinach kursowania pociągów czynna była kasa biletowa. Budynek posiadał poczekalnię dla podróżnych. Budowa datowana jest na początki istnienia kolei na ziemi dobrzyckiej, czyli na 1900 r., kiedy to otwarto:
- trasę Krotoszyn (stacja Krotoszyn Wąskotorowy) - Dobrzyca (stacja Dobrzyca) - 15 maja 1900 roku;
- trasę Dobrzyca (stacja Dobrzyca) - Pleszew (stacja Pleszew Miasto) - 10 lipca 1900 roku[1].

Na stacji Dobrzyca znajdowała się rampa przeładunkowa oraz bocznica do GS-ów.
Po likwidacji przez Polskie Koleje Państwowe Krotoszyńskiej Kolei Dojazdowej budynek dworca przeszedł w prywatne ręce. Zamieniono go na dom mieszkalny, wykuto nowe okna i zamurowano drzwi. Pozostałością jest jedynie napis DOBRZYCA. Tory, perony, semafory, obrotnica i mijanka zostały przez PKP rozebrane.
Stacja Dobrzyca znajdowała się na:
- 26 km od stacji Krotoszyn Wąskotorowy
- 10 km od stacji Pleszew Wąskotorowy
- 13 km od stacji Pleszew Miasto
- 24 km od stacji Broniszewice